# Bonia Hilisimaetano
Bonia Hilisimaetano is een bestuurslaag in het regentschap Nias Selatan van de provincie Noord-Sumatra, Indonesië. Bonia Hilisimaetano telt 647 inwoners (volkstelling 2010).